# Killybegs
Killybegs (irisch Na Cealla Beaga) ist eine wichtige Hafenstadt im County Donegal (Republik Irland) mit 1258 Einwohnern (Stand 2022). Damit ist die Bevölkerungszahl in den letzten dreißig Jahren nahezu konstant geblieben, während sie in ganz Irland erheblich angestiegen ist.
Killybegs liegt an der Nordküste der Donegal Bay westlich der Stadt Donegal. Der Fischereihafen von Killybegs ist der produktivste in ganz Irland – zu jeder Zeit liegen viele Boote vor Anker.
Im Sommer findet in Killybegs ein Straßenfestival statt, zur Feier des Fischfangs und des traditionellen „Blessing of the Boats“ (Segnung der Boote). In der Stadt befindet sich auch das Tourism College Killybegs, die einzige Tourismus-Schule in Irland.

## Sehenswürdigkeiten
Das multiple Wedge Tomb von Casheltown liegt in einem Wald östlich von Killybegs. Killybegs war vermutlich der Sitz eines frühchristlichen Klosters und einer zugehörigen Quelle, die später im 16. Jahrhundert von den Franziskanern übernommen worden sind. Das Kloster und die Quelle sind seitdem der Katharina von Alexandrien gewidmet, die auch als Patronin Killybegs gewürdigt wird.

## Fischerei
Killybegs ist ein natürlicher Hafen mit einer Mindestwassertiefe von 12 Metern. Im Jahr 2004 wurde hier für 50 Millionen € eine neue Pier errichtet. Killybegs ist Heimathafen von vielen der größten irischen Fischerboote, beherbergt aber auch alle anderen Typen von Schiffen, wie z. B. Ausflugsboote oder Fracht- bzw. Containerschiffe.
Der Hafen ist wichtiger Umschlagplatz für die Massenware Fisch, denn er ist auf die Verarbeitung und das Befrosten großer Mengen Fische (z. B. Makrelen oder Heringe) spezialisiert, die von hier aus per Frachtschiff nach Afrika, dem Nahen Osten und Europa befördert werden.
2005 ging die Fischindustrie in der Stadt aufgrund strengerer EU-Richtlinien bei den Fangquoten signifikant zurück. Sowohl die EU als auch die irische Regierung untersuchten Unregelmäßigkeiten bei den gemeldeten Fangquoten. Zahlreiche Arbeiter verloren während dieser Zeit ihre Arbeit.

## Donegal Carpets
Killybegs ist auch bekannt für seine Tapisserieware und seine Teppiche, die teilweise auf dem weltgrößten Teppichwebstuhl in der Donegal Carpet Factory hergestellt werden. Die Teppiche, die sog. Donegals, sind handgeknüpft nach dem persischen Stil und zieren viele wichtige Gebäude in Irland (z. B. Dublin Castle, Áras an Uachtaráin) und auf der ganzen Welt (z. B. das Weiße Haus, 10 Downing Street und den Buckingham Palace). Die Fabrik war lange Zeit geschlossen, wurde nach einer öffentlichen Petition im Jahr 1999 aber wieder geöffnet.